# Anna Marinetti
Anna Marinetti (* 1955 in Venedig) ist eine italienische Sprachwissenschaftlerin, deren Forschungsschwerpunkte auf der Historischen Linguistik liegen, vor allem derjenigen Norditaliens in vorrömischer Zeit.

## Werdegang
Marinetti schloss 1978 an der Universität Padua ihr Studium der Lettere ab. Von 1985 bis 1987 lehrte sie am Mailänder Istituto Universitario di Lingue Moderne. Seit 1987 ist sie Professorin für Historische Linguistik (glottologia). Im selben Jahr wurde sie nach Bari berufen, dann 1990 an die Universität Venedig, wo sie fortan lehrte.
Dabei war sie von 1991 bis 1996 Direktorin des Instituts für Altertumskunde und klassische Tradition (Dipartimento di Antichità e Tradizione classica) und von 1997 bis 2003 und von 2006 bis 2009 der Abteilung für Altertums- und Orientwissenschaften (Dipartimento di Scienze dell'Antichità e del Vicino Oriente). 2001 bis 2003 saß sie dem Rat der Institutsdirektoren vor, von 2005 bis 2008 dem Koordinierungsausschuss des Sistema delle Biblioteche di Ateneo. Mitglied des Akademischen Senats war sie bereits 2001–2002, dann erneut 2014–2017. Darüber hinaus war sie Angehörige mehrerer Wissenschaftsgremien, wie des Istituto Nazionale di Studi Etruschi ed Italici (seit 1990, bzw. 1995), dann der Società Italiana di Glottologia (1987), des Consiglio Direttivo (2006–2008).
Sie ist Herausgeberin der Rivista di Epigrafia Italica und der Studi Etruschi. Sie arbeitet an der Forschungsstelle Reitia an der Abteilung für prähistorische Archäologie der Universität Köln mit.

## Veröffentlichungen (Auswahl)
- Sudpiceno. Elmo da Canosa di Puglia (BA). Stele di Belmonte Piceno (AP). Saggio di revisione, in: Studi Etruschi XLVI (1978) 405–409.
- Il sudpiceno come italico (e sabino?). Note preliminari, in: Studi Etruschi XLIX (1981) 113–158.
- Lingue e dialetti dell'Italia antica. Indici, Istituto di Glottologia e Fonetica dell'Università di Padova, Padua 1982, S. 89–298.
- Le iscrizioni sudpicene, Bd. I: Testi, Olschki, Florenz 1984.
- mit Marcello Meli: Ferdinand de Saussure. Le leggende germaniche. Scritti scelti ed annotati, Zielo, Este 1986.
- Le tavolette alfabetiche di Este, in: Maristella Pandolfini Angeletti, Aldo Prosdocimi (Hrsg.): Alfabetari e insegnamento della scrittura in Etruria e nell'Italia antica, Olschki, Florenz 1990, S. 95–142.
- Nuove iscrizioni retiche dall'area veronese, in: Studi Etruschi LXX (2004) 408–420.
- Le iscrizioni venetiche dal santuario in località Fornace di Altino (VE), in: Studi Etruschi LXXIII 2007 [2009] 421–450.
- Schrift und Sprache im antiken Italien, in: Rupert Gebhard (Hrsg.): Im Licht des Südens. Begegnungen der antiken Kulturen zwischen Mittelmeer und Zentraleuropa, Josef Fink, München 2011, S. 178–183.